# Kástron (ort i Grekland, Grekiska fastlandet)
Kástron är en ort i Grekland.   Den ligger i prefekturen Nomós Voiotías och regionen Grekiska fastlandet, i den centrala delen av landet, 70 km nordväst om huvudstaden Aten. Kástron ligger 93 meter över havet och antalet invånare är 817.
Terrängen runt Kástron är kuperad åt nordost, men åt sydväst är den platt. Runt Kástron är det ganska glesbefolkat, med 25 invånare per kvadratkilometer. Närmaste större samhälle är Alíartos, 15,0 km söder om Kástron. == Kommentarer ==
1. ↑  Framräknat ur variansen i alla höjduppgifter (DEM 3") från Viewfinder Panoramas, inom 10 km radie.[2] Mer om algoritmen finns här: Användare:Lsjbot/Algoritmer.